# جاسمين هوكيتش
جاسمين هوكيتش مواليد 15 أغسطس 1979 في جمهورية يوغوسلافيا الاشتراكية الاتحادية، هو لاعب كرة سلة سلوفيني. بدأ مسيرته الاحترافية في سنة 1996. يحمل الرقم 7.

## المسيرة الاحترافية
لعب مع نادي أوليمبيا لكرة السلة من سنة 2001 إلى 2003، ثم لعب مع أسكو غدينيا في موسم 2006–2007، ثم لعب مع نادي أوليمبيا لكرة السلة من سنة 2007 إلى 2009، ثم لعب مع تريفيزو لكرة السلة في الدوري الإيطالي في موسم 2009–2010، ثم لعب مع ينسي كراسنويارسك في الدوري الروسي في موسم 2011–2012.

## روابط خارجية
- جاسمين هوكيتش على موقع الاتحاد الدولي لكرة السلة (الإنجليزية)
- جاسمين هوكيتش على موقع الدوري الأوروبي لكرة السلة (الإنجليزية)
- جاسمين هوكيتش على موقع كرة السلة الأوروبية.كوم (الإنجليزية)
- جاسمين هوكيتش على موقع ريلجم (الإنجليزية)
- جاسمين هوكيتش على موقع بروبوليرز (الإنجليزية)
- جاسمين هوكيتش على موقع سبورتس رفرنس (الإنجليزية)